# Maria Escrihuela i Giró
Maria Escrihuela i Giró (Badalona, 26 d'octubre de 1917 - 29 de maig de 2017) fou una poetessa i locutora de ràdio catalana, que va debutar a Ràdio Badalona EAJ 39 i va ser la primera locutora de Ràdio Andorra el 1940.

## Biografia
Filla d'una família de menestrals, el seu pare era pintor industrial i la seva mare, mestressa de casa. Va estudiar francès, mecanografia i corredoria de llibres, a més de rebre educació musical aprenent a tocar el piano.
El 1939 va entrar a treballar a Ràdio Badalona EAJ-39 —més tard Ràdio Miramar de Badalona— de forma casual, perquè va ser convidada a recitar un poema en un programa per part pel propietari de l'emissora, Joan Vidal i Prat, i en acabat li va demanar de treballar-hi com a locutora, fent parella de Joaquim Compte. L'any 1940, a través d'Estanislau Puiggròs i Comas, accionista de Ràdio Badalona, va esdevenir la primera locutora de Ràdio Andorra, on va treballar breument, però formant la següent locutora, Victòria Zorzano.
Retornada a Badalona, el 1941 va deixar la ràdio quan va casar-se amb el músic Joan Pich, a qui va conèixer precisament per la seva feina, i va ser substituïda per Maria Costa. Després de la seva retirada, es va aficionar al teatre i va conrear força la poesia; alguns dels seus versos van ser musicats pel seu marit i plegats van oferir diversos recitals a Badalona, esdevenint una parella reconeguda als cercles culturals. També va col·laborar amb la Revista de Badalona.
El poeta mossèn Pere Ribot i Sunyer de Riells del Montseny va dir d'ella: "...En na Maria Escrihuela hi ha una ànima sensitiva, la poeta hi és i ben endins; els seus poemes tenen el regust, gràcies a Déu, de l'ànima d'en Maragall i d'en Segarra, en Verdaguer de vós diria que l'heu enamorat, perquè aneu directament a les coses com en Rilke anava directament a les flors, al misteri i la gràcia de les flors".
Va morir a Badalona el 29 de maig de 2017.

## Obres
Llistat de cançons amb lletra d'Escrihuela, musicades pel mestre Pich:
- Canço de bressol (1942)
- Nocturn mariner (1946)
- Cercles màgics (1976)
- La vela blanca (1981)
- Mar endins hi ha una cançó (1976)